# Muscle March
Muscle March (マッスル行進曲, Massuru Kōshinkyoku) é um jogo eletrônico desenvolvido e distribuído pela Namco Bandai Games para o WiiWare, serviço de download de jogos do Nintendo Wii. Foi lançado no Japão no dia 26 de Maio de 2009, na América do Norte em 18 de Janeiro de 2010 e no continente europeu em 19 de Março de 2010.